# SR-47突擊步槍
SR-47是由奈特軍械公司（KAC）在USSOCOM的要求下，從阿瑪萊特槍族的基礎上開發的突擊步槍。SR-47源用阿瑪萊特的設計，發射AK的7.62×39毫米子彈。

## 設計及開發原因
美軍士兵在持久自由行動中指出，長時間執行任務時容易用盡5.56×45毫米彈藥，難以獲得補充，但卻能從戰場上輕易繳獲7.62×39毫米彈藥。因此SR-47直接源用M4卡賓槍的槍機設計，發射AK的7.62×39毫米子彈而非北約標凖的5.56×45毫米子彈。
KAC SR-47項目最終取消，因為在伊拉克及阿富汗戰場上的7.62×39毫米彈藥『很髒』，不同地方生產的AK彈匣公差太大，採用AR-15氣動式槍機的SR-47出現供彈故障等問題。

## 開發過程
SR-47可算是M4 SOPMOD的衍生型，有如發射7.62×39毫米的M4／M16混合版本，早期版本配有特製的專用彈匣，但被作戰士兵指失去原有設計意念，多此一舉，其後改為直接使用AK彈匣。SR-47亦對應標準SOPMOD戰術配件。
九一一事件後，USSOCOM的部隊要求在作戰時沒有補給下能夠直接使用敵軍留下的彈藥，SOCOM開出一個以基於M16設計但使用AK彈藥的項目，類似SPR-V。
有三家生產商提交樣槍：路易斯機械與工具公司、Robinson Armament及奈特軍械公司（KAC），剩下Robinson Armament的RAV-02卡賓槍及KAC SR-47，最後由KAC勝出。
SR-47由奈特斯通納步槍（Knight Stoner Rifle-SR）系列衍生出來，部份零件與M16相同，但為了發射7.62毫米彈藥，槍管及槍機組件被「放大」。SR-47亦通用所有國家生產的標準AK彈匣。SR-47配有由美國威斯康辛州Obermeyer Barrel Co.特製的槍管，可裝上KAC特製的消聲器。
SR-47最終只生產了7把樣槍，6把交由USSOCOM作實戰測試，剩餘1把保留在奈特軍械公司的軍械展覽館。

## 外部連結
- （中文）-槍炮世界—KAC SR-47（页面存档备份，存于）
- （英文）-Knights Armament SR-47